# Shikkakumon no Saikyō Kenja
Shikkakumon no Saikyō Kenja (失格紋の最強賢者 〜世界最強の賢者が更に強くなるために転生しました〜, Shikkakumon no Saikyō Kenja ~Sekai Saikyō no Kenja ga Sara ni Tsuyoku Naru Tame ni Tensei Shimashita~, litt. « Le sage le plus fort avec la plus faible des marques ~ Le sage le plus fort du monde s'est réincarné pour devenir encore plus puissant ~ ») est une série de light novel japonais écrite par Shinkō shotō (ja). Publiée à l'origine comme une websérie sur le site Shōsetsuka ni narō, depuis le 12 décembre 2016, la série a depuis été publiée par l'éditeur SB Creative avec des illustrations de Huuka Kazabana depuis le 15 mai 2017, dont quinze volumes ont été publiés à ce jour.
La série est aussi connu à l'étranger sous le nom de The Strongest Sage with the Weakest Crest (litt. « Le sage le plus fort avec le blason le plus faible »).
La série a été adaptée en manga; cette adaptation est prépubliée dans le webzine Manga UP!, depuis le 27 juin 2017,,; le premier volume est sorti le 13 décembre 2017.
Une adaptation en série télévisée d'animation par le studio J. C. Staff est diffusée pour la première fois entre le 8 janvier 2022 et le 26 mars 2022,.

## Synopsis
Dans un monde de magie, les pouvoirs et l'avenir d'un mage sont prédéterminés à la naissance par le biais de ce qu'on appelle des « emblèmes », quatre symboles qui catégorisent l'aptitude d'un humain à la magie. Déplorant le fait que son emblème était considéré comme inadapté au combat et uniquement utile pour l'augmentation magique, un sage incroyablement talentueux a décidé de se réincarner des millénaires dans le futur. Renaissant sous le nom de Mathias Hildesheimr, un garçon de six ans et troisième fils d'une famille de duc, il atteint l'emblème du combat rapproché qu'il a toujours désiré. Malheureusement, on découvre également que les connaissances de l'humanité en matière de magie et de maîtrise de l'épée se sont considérablement détériorées à cette époque ; seul un équipement magique de mauvaise qualité peut être trouvé sporadiquement, tandis que même les sorts les plus élémentaires ont été oubliés. Pour couronner le tout, son emblème actuel, autrefois salué comme le plus puissant, est désormais considéré comme le pire. Lorsque Mathias atteint l'âge de 12 ans, son escrime inégalée le conduit à la Deuxième Académie Royale. Brisant les préjugés, il fait rapidement des vagues dans le monde universitaire et au-delà. Cependant, l'ancien sage découvre des signes de forces obscures travaillant dans l'ombre, et avec l'humanité plus faible que jamais, c'est à Mathias de contrecarrer leurs plans diaboliques.

## Personnages
- Mathias Hildesheimer : Connu sous le nom de "Gaius" dans sa vie antérieure, il y'a plus de 5 millénaires, il s'est réincarné dans le but d'acquérir un nouvel Emblème, meilleur que le « 1er Emblème ». Il a réussi à se réincarner en tant que 3ème fils du duc Hildesheimer, obtenant ainsi le « 4ème Emblème ». Son but principal dans la vie est d'acquérir de la puissance afin de pouvoir défier et combattre les puissants monstres du monde extérieur.
- Lurie Abendroth : Fille de la maison Abendroth, elle est amoureuse de Matthias depuis leur première rencontre et porte le « 1er Emblème », tout comme la précédente incarnation de Matthias.
- Alma Lepucius : Troisième fille de la maison Lepucius. Meilleure amie de Lurie, elle porte le « Second Emblème ». Bien que sa puissance magique soit inférieure à celle de Matthias et Lurie, elle excelle au tir à l'arc.
- Iris : Connue comme « Iris le Dragon Noir », Elle est l'un des dragons les plus anciens et les plus puissants encore en vie. Elle est la seule à savoir que Matthias est son vieil ami Gaius réincarné. Après l'avoir retrouvé cinq millénaires plus tard, elle a décidé de garder le secret à sa demande. Sous sa forme humaine, elle apparaît comme une jeune fille et est inscrite à l'académie avec les autres.

### Sources
1. ↑  « Shikkakumon no Saikyou Kenja - Sekai Saikyou no Kenja ga Sara ni Tsuyoku Naru Tame ni Tensei Shimashita (Light-novel) », sur Nautiljon (consulté le 14 juillet 2022)
2. ↑  « GAノベル刊『失格紋の最強賢者』のコミカライズ連載が本日より開始　転生して最強を目指す賢者の物語 », sur Ln-news.com (consulté le 25 juillet 2023)
3. ↑  « Shikkaku Mon no Saikyou Kenja - Sekai Saikyou no Kenja ga Sara ni Tsuyokunaru Tame ni Tensei Shimashita (Manga) », sur Nautiljon (consulté le 14 juillet 2022)
4. ↑  (en) « Shikkakumon no Saikyou Kenja: Sekai Saikyou no Kenja ga Sarani Tsuyokunaru Tame ni Tensei Shimashita (Manga) », sur MyAnimeList (consulté le 14 juillet 2022)
5. ↑  « Shikkakumon no Saikyou Kenja (Anime) », sur Nautiljon (consulté le 14 juillet 2022)
6. ↑  (en) « Shikkakumon no Saikyou Kenja (Anime) », sur MyAnimeList (consulté le 14 juillet 2022)